# Forest of Dean (regio)
Het Forest of Dean is een geografische, historische en culturele regio in het westen van Gloucestershire, Engeland. Het vormt ruwweg een driekhoekig plateau dat begrensd wordt door de Wye in het westen en noordwesten, Herefordshire in het noorden, de Severn in het zuiden en de stad Gloucester in het oosten. 
Het gebied wordt gekenmerkt door meer dan 110 km² gemengd bos, een van de overgebleven oude bossen in Engeland. Een groot gebied was voor 1066 gereserveerd voor de koninklijke jacht en bleef als het op één na grootste kroonbos in Engeland over, na het New Forest. Hoewel de naam losjes wordt gebruikt om te verwijzen naar het deel van Gloucestershire tussen de Severn en de Wye, beslaat het Forest of Dean zelf sinds de middeleeuwen een veel kleiner gebied. In 1327 werd het zo gedefinieerd dat het alleen het koninklijke demesne omvatte en delen van parochies binnen de hundred of St Briavels, en na 1668 omvatte het alleen het koninklijke demesne. Het eigenlijke bos ligt binnen de civil parishes West Dean, Lydbrook, Cinderford, Ruspidge en Drybrook, samen met een strook land in de parish English Bicknor.
Van oudsher waren de belangrijkste bronnen van werk de bosbouw, inclusief de productie van houtskool, de ijzerbewerking en de steenkoolwinning. Archeologische studies hebben het vroegste gebruik van steenkool gedateerd op de Romeinse tijd voor huishoudelijke verwarming en industriële processen zoals de bereiding van ijzererts.
Het gebied geeft zijn naam aan het local authority district Forest of Dean en aan een parlementair kiesdistrict, die beide een groter gebied beslaan dan het historische Forest. Het administratieve centrum van de gemeente is Coleford, een van de belangrijkste steden in het historische Forest, samen met Cinderford en Lydney.

## Toponiem
De oorsprong van de naam is onbekend. Het voorkomen van Welshe plaatsnamen in het gebied suggereert een mogelijke verbastering van din (wat “heuvelfort” betekent). Soortgelijke of identieke elementen uit het Oudengels komen echter in heel Engeland voor. In het Welsh is Forest of Dean Fforest y Ddena.
Gerald van Wales, die in de 12e eeuw schreef, verwijst naar het gebied als Danubia, wat vertaald kan worden als “land van de Denen” naar aanleiding van de Vikingnederzettingen in die tijd. Het is mogelijk dat de oorspronkelijke naam Dene zich hieruit heeft ontwikkeld.

## Geschiedenis

### Prehistorie
Het gebied werd in het Mesolithicum bewoond en er zijn ook overblijfselen van latere megalithische monumenten, waaronder de Longstone bij Staunton en de Broadstone bij Wibdon, Stroat. Er zijn grafheuvels gevonden bij Tidenham en Blakeney. Veldsystemen uit de Bronstijd zijn geïdentificeerd bij Welshbury Hill bij Littledean en er zijn heuvelforten uit de IJzertijd bij Symonds Yat en Welshbury. Er is archeologisch bewijs van vroege handel over zee, waarschijnlijk via Lydney. Vóór de Romeinse tijd was het gebied mogelijk bezet door de Britse Dobunni-stam, hoewel er weinig van hun munten in het gebied zijn gevonden en de controle mogelijk werd betwist met de naburige Siluren.

### Romeins Groot-Brittannië
Het gebied werd rond het jaar 50 door de Romeinen bezet. Ze werden aangetrokken door de natuurlijke rijkdommen, waaronder ijzererts, hematiet en houtskool. De kolenmijnbouw was waarschijnlijk al op kleine schaal in de Romeinse tijd gevestigd. Het gebied werd bestuurd vanuit de Romeinse stad Ariconium in Weston under Penyard bij Ross-on-Wye, en van daaruit werd een weg aangelegd naar een rivieroversteekplaats in Newnham on Severn en de haven in Lydney. De "Dean Road", nog steeds zichtbaar in Soudley, is vermoedelijk een middeleeuwse herbouw van de Romeinse weg en zou een belangrijke route zijn geweest voor het transport van ijzererts en afgewerkte metaalproducten. In de Romeinse tijd waren er Romeinse villa's in Blakeney, Woolaston en elders, en tegen het einde van de Romeinse periode, rond 370 na Christus, werd er in Lydney een groot Romeins tempelcomplex voltooid, gewijd aan de god Nodens. Er wordt aangenomen dat de centrale delen van de bossen in het bos al sinds de Romeinse tijd beschermd waren voor de jacht.

### Middeleeuwen

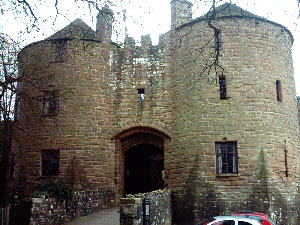
St Briavels Castle

Het gebied maakte deel uit van de Cantref Coch en werd traditioneel beschouwd als onderdeel van het Brythonische koninkrijk Ergyng, dat zich in het huidige Herefordshire bevond. Zelfs toen het gebied onder Angelsaksische controle kwam, bleef het Forest of Dean onder de auspiciën van het bisdom Hereford, in plaats van Gloucester. De schiereilanden Beachley en Lancaut ten oosten van de Lower Wye bleven ten minste tot de 8e eeuw in Welshe handen.
Rond 790 bouwde de Saksische koning Offa van Mercia zijn Offa's Dyke hoog boven de Wye, maar het gebied werd nog steeds opgeëist door het koninkrijk van Gwent en Morgannwg voordat het in 926 door Æthelstan bij het koninkrijk Engeland werd gevoegd.
Gedurende de volgende eeuwen voerden Vikingen invallen uit langs de Severn, maar in de 11e eeuw had het koninkrijk Wessex een burgerlijk bestuur ingesteld. De kern van het bos werd gebruikt door de late Angelsaksische koningen, en na 1066 door de Noormannen, als hun persoonlijke jachtgebied. Het gebied werd bevolkt met herten en wilde zwijnen en werd belangrijk voor hout, houtskool, ijzererts en kalksteen.

### Normandisch tijdperk
De Hundred of St Briavels werd opgericht in de 12e eeuw, op hetzelfde moment dat veel Normandische wetten met betrekking tot het Forest of Dean werden ingevoerd. St Briavels Castle werd het administratieve en gerechtelijke centrum van de regio. Er werden opzichters aangesteld om voor de koning op te treden en zijn koninklijke rechten te beschermen en de lokale bevolking kreeg enkele gemene gronden. Flaxley Abbey werd gebouwd en kreeg rechten en privileges. 
In 1296 steunden mijnwerkers uit de Hundred of St Briavels koning Eduard I van Engeland tijdens de belegering van Berwick-upon-Tweed in de Schotse onafhankelijkheidsoorlogen door de verdediging van de toenmalige Schotse stad te ondermijnen als eerste stap in zijn campagne om Schotland te veroveren op John Balliol. Als gevolg hiervan verleende de koning gratis mijnrechten in het bos aan de mijnwerkers en hun nakomelingen; deze rechten bestaan nog steeds. Mijnwerkers hielden zich in die tijd voornamelijk bezig met de winning van ijzererts, hoewel de aanwezigheid van steenkool algemeen bekend was en er in de Romeinse tijd al beperkte hoeveelheden waren gewonnen. Met de toenmalige smeltmethoden werd steenkool niet gebruikt voor het maken van ijzer. Later werden de freeminer-rechten voornamelijk gebruikt voor steenkoolwinning. De activiteiten van de mijnwerkers werden gereguleerd door het Hof van Mijnrecht. Dit, en andere vormen van zelfbestuur, in combinatie met de geografische isolatie van het bos tussen de rivieren Severn en Wye, heeft geleid tot een sterk gevoel van culturele identiteit bij de mensen uit het gebied, die collectief bekend staan als “Foresters”. De oude rechten werden vastgelegd in de Dean Forest (Mines) Act 1838, de enige overheidswet die betrekking had op particulieren. Inwoners van de Hundred boven de 18 mogen schapen laten grazen in het bos volgens een overeenkomst tussen Forestry England en de Commoners Association.
In oktober 2010 won een vrouw het recht om als mijnwerker geclassificeerd te worden. Elaine Morman, een medewerkster van Clearwell Caves in het Forest, die een aantal jaren als okerontginner had gewerkt, diende een aanklacht wegens seksuele discriminatie in tegen de Forestry Commission. Nadat parlementslid Mark Harper de zaak in het Lagerhuis aan de orde had gesteld, kwam de Forestry Commission op haar standpunt terug en stemde ermee in haar te registreren.

### Vroegmoderne periode

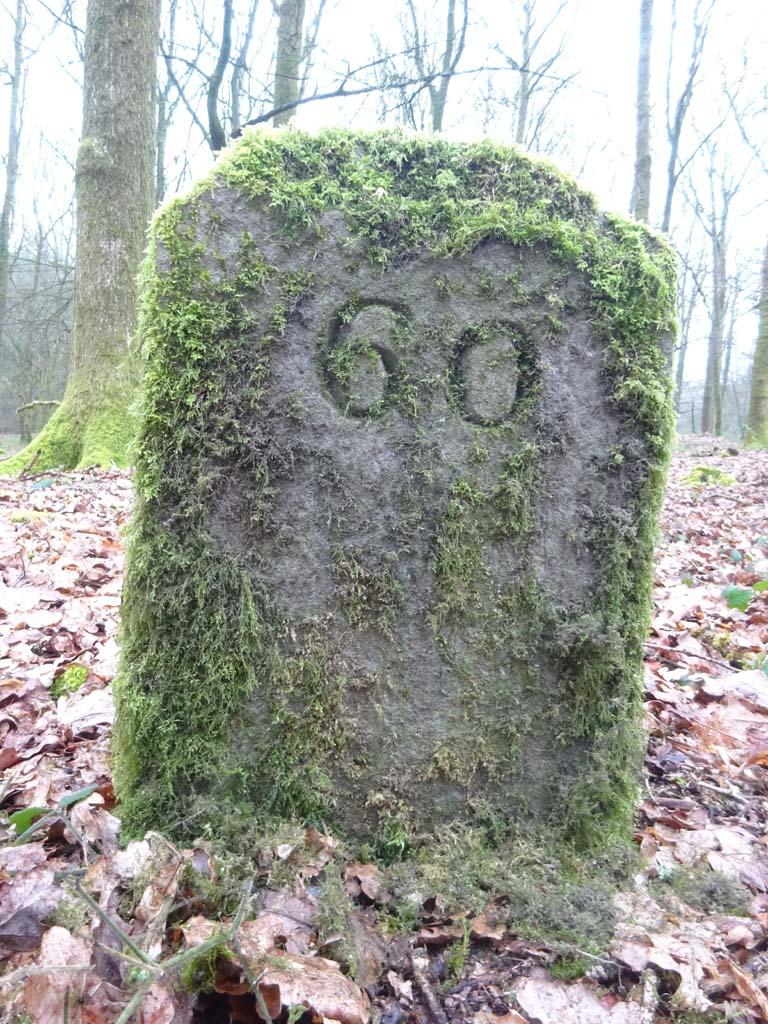
Een Gale Stone die de mijnrechten markeert

Het bos werd door de Tudors uitsluitend gebruikt als koninklijk jachtgebied en vervolgens als voedselbron voor het koninklijk hof. De rijke afzettingen van ijzererts leidden ertoe dat het een belangrijke bron van ijzer werd. Het hout van het bos was bijzonder fijn en werd beschouwd als het beste materiaal voor het bouwen van schepen.
In de 17e eeuw, als gevolg van het besluit van koning Karel I om zonder parlement te regeren, probeerde hij geld in te zamelen door koninklijke bosgronden te schenken. 1.200 ha van het Forest of Dean werd in de jaren 1620 ontbost, wat leidde tot een reeks rellen in 1631-32; dit maakte deel uit van de rellen in het zuidwesten die algemeen bekend staan als de Western Rising. In 1639 werd 8.900 ha onteigend, waarbij 1.600 ha ter compensatie naar landsheren en vrijheren ging. 7.300 ha gingen naar de kroon en werden doorverkocht aan Sir John Winter. In 1641 ontstonden rellen. Winters claim op de landerijen werd in maart 1642 door het parlement ongeldig verklaard, deels omdat hij niet had betaald. Zijn bezittingen werden in beslag genomen omdat hij de kroon steunde tijdens de Engelse Burgeroorlog. Het Protectoraat probeerde in 1657 een derde van het bos te omheinen, waardoor twee derde aan de Commoners werd overgelaten. Hoewel dit een relatief genereuze regeling was, veroorzaakte het verzet in april en mei 1659, toen hekken van nieuwe omheiningen werden doorbroken en vee werd binnengebracht om te grazen. Royalisten, waaronder Edward Massey, probeerden de ontevredenen aan de kant van Karel II te krijgen.

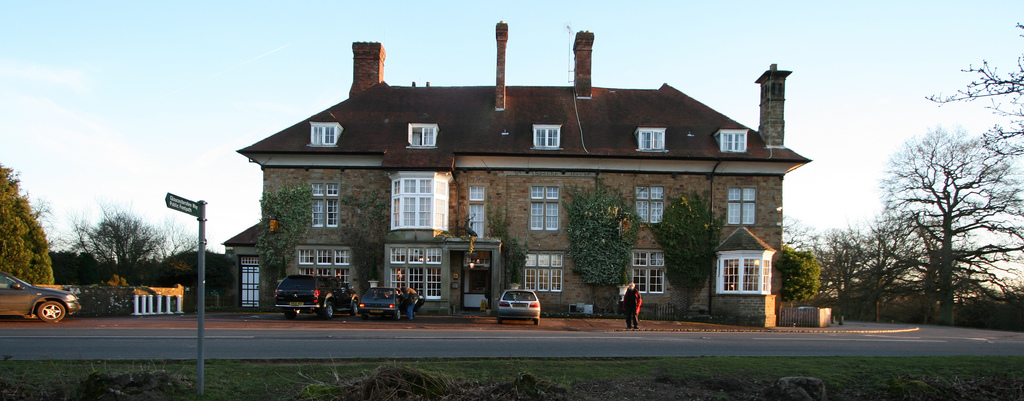
Speech House

Na de restauratie claimde Sir John Winter met succes opnieuw zijn recht op het Forest of Dean. Het bosrecht werd echter in 1668 opnieuw ingesteld door een wet van het parlement. In 1672 werden de ijzerfabrieken van de koning gesloten om de druk van de mijnbouw op het bos te verminderen. Het Speech House, tussen Coleford en Cinderford, werd in 1682 gebouwd om onderdak te bieden aan de Court of Mine Law en de “Court of the Speech”, een soort parlement voor de Verderers en Free Miners die de bossen, het wild en de minerale bronnen beheerden. In de volksmond wordt dit het “Hof van Verderer” genoemd. De Gaveller en zijn plaatsvervanger waren verantwoordelijk voor het verpachten van gales - gebieden die waren toegewezen voor mijnbouw - namens de Kroon. Het Speech House wordt sinds de 19e eeuw gebruikt als herberg en hotel.

### Georgiaanse periode
Het Forest of Dean, met zijn enorme ijzerertsreserves en kant-en-klare houtvoorraad, is al honderden jaren van nationaal belang voor de productie van ijzer met behulp van houtskool. Ondanks de overvloed aan steenkool waren de plaatselijke ijzermakers pas in het laatste decennium van de 18e eeuw bereid om te investeren in de technologie die nodig was om ijzer uit cokes te maken, toen er bijna gelijktijdig cokesovens in Cinderford, Whitecliff en Parkend werden gebouwd.
In de 18e eeuw stichtten krakers gehuchten met een ruwe structuur aan de rand van het bosgebied van de kroon. Rond 1800 waren deze nederzettingen goed ingeburgerd in Berry Hill en Parkend.
In 1808 keurde het parlement de Dean and New Forests Act 1808 goed, die de bepaling bevatte om 4.500 ha bos te omheinen. Deze omheining werd tussen 1814 en 1816 uitgevoerd. 
Er waren broodrellen in 1795 en in 1801. De gewone Foresters waren al straatarm en hun situatie werd nog erger. Ze kregen geen toegang tot de omheinde gebieden en konden niet jagen of hout weghalen. Ze verloren vooral hun oude graas- en mijnrechten.
Naarmate de onrust toenam, kwam een populistische leider genaamd Warren James naar voren in de rellen tegen de omheiningen. Pogingen om de zaak vreedzaam op te lossen mislukten en op 8 juni 1831 sloopte James, aan het hoofd van meer dan 100 Foresters, de omheining bij Park Hill, tussen Parkend en Bream. Ongeveer 50 ongewapende officieren van de Kroon konden niet ingrijpen. Op vrijdag arriveerde een groep van 50 soldaten uit Monmouth, maar het aantal Foresters was inmiddels gegroeid tot ongeveer 2.000 en de soldaten keerden terug naar hun kazernes. De volgende dagen arriveerden er meer troepen uit het hele land. Het verzet van de Foresters brokkelde af en de meeste gearresteerden kozen ervoor om de omheiningen weer op te bouwen in plaats van aangeklaagd te worden voor oproer. James werd ter dood veroordeeld, maar zijn straf werd later omgezet in transport. Hij werd in oktober 1831 naar Van Diemensland (Tasmanië) gestuurd om vijf jaar later gratie te krijgen, hoewel hij nooit naar huis terugkeerde.
De Conservatieven waren niet geliefd in het Forest of Dean; op de verkiezingsdag in 1874 waren er rellen in het marktstadje Cinderford waarbij het hoofdkwartier van de Conservative Party en nabijgelegen huizen werden geplunderd en beschadigd.

### "Who killed the bears?"
Op 26 april 1889 waren vier Fransen en hun twee beren op weg naar Ruardean, nadat ze hadden opgetreden in Cinderford. Ze werden aangevallen door een woedende menigte die beweerde dat de beren een kind hadden gedood en een vrouw hadden verwond. De beren werden gedood en de Fransen zwaar mishandeld.
Al snel werd duidelijk dat de beren niemand hadden aangevallen. Er volgde een politieprocedure en een week later verschenen 13 mijnwerkers en arbeiders voor magistraten in Littledean op beschuldiging van het mishandelen en doden van de beren en het mishandelen van de Fransen. Op twee na werden ze allemaal schuldig bevonden op één of meerdere aanklachten, en een andere werd een week later veroordeeld. In totaal werd £85 (gelijk aan £11.900 in 2023) aan boetes betaald. Er werd ook een inschrijving gelanceerd waarmee de Fransen royaal werden gecompenseerd.
De term “Who killed the bears?” bestond vele jaren als een belediging, vooral gericht tegen de inwoners van Ruardean - ondanks het feit dat alle veroordeelden uit Cinderford kwamen.
Een fictieve versie van het incident werd door Dennis Potter gebruikt voor zijn tv-stuk A Beast With Two Backs. 

### Industrialisatie
De exploitatie van het Forest of Dean Coalfield ontwikkelde zich snel in het begin van de 19e eeuw door de toegenomen vraag van de plaatselijke ijzerfabrieken. Toen hier enkele van de eerste tramwegen in het Verenigd Koninkrijk werden aangelegd om steenkool naar plaatselijke havens te vervoeren, veranderde het gebied door de groei van de mijnbouw en de productie van ijzer en staal.

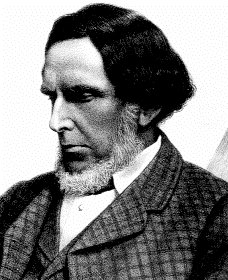
Robert Forester Mushet

In 1818-19 bouwde David Mushet de ijzerfabriek Darkhill, waar hij experimenteerde met het maken van ijzer en staal. In 1845 nam zijn jongste zoon, Robert Forester Mushet, de leiding over. Hij perfectioneerde het bessemerprocedé door de kwaliteitsproblemen op te lossen waarmee het proces te kampen had. In een tweede belangrijke stap in de metallurgie vond hij in 1868 Mushet staal (R.M.S.) uit. Het was het eerste echte gereedschapsstaal en het eerste luchthardende staal. Het revolutioneerde het ontwerp van gereedschapsmachines en de vooruitgang van de industriële metaalbewerking en was de voorloper van snelstaal. De overblijfselen van Darkhill zijn bewaard gebleven als Industrieel Archeologisch Gebied van Internationaal Belang en zijn opengesteld voor het publiek.
De mijn Park Gutter werd in 1842 omgedoopt tot Princess Royal naar prinses Victoria. De Princess Royal Colliery Company werd in 1891 opgericht om de Park Gutter en Flour Mill Pits te exploiteren. De piekproductie werd bereikt in de jaren 1930, toen er 1300 mensen werkten. De mijnen sloten in 1962.
Cinderford werd in het midden van de 19e eeuw aangelegd als een geplande stad, maar de karakteristieke vorm van nederzetting bleef de uitgestrekte gehuchten van lukraak geplaatste huisjes. Kenmerken die gedeeld werden met andere Britse steenkoolgebieden, zoals een toewijding aan sport, de centrale rol van mijnwerkersclubs en de vorming van fanfares, creëerden een aparte gemeenschapsidentiteit.
Aan het eind van de 19e en het begin van de 20e eeuw was het Forest een complexe industriële regio met diepe kolenmijnen, ijzermijnen, ijzer- en blikfabrieken, gieterijen, steengroeven en steenhouwerijen, houtstokerijen die chemicaliën produceerden, een netwerk van spoorwegen en talloze tramlijnen. De traditie van onafhankelijkheid in het gebied resulteerde in een groot aantal kleinere en niet noodzakelijkerwijs economisch succesvolle mijnen. In 1904 leidde de Gaveller een periode van samenvoeging van mijnen waardoor diepere mijnen konden worden ontgonnen. In het begin van de 20e eeuw daalde de jaarlijkse productie van het kolenveld zelden onder de 1 miljoen ton.

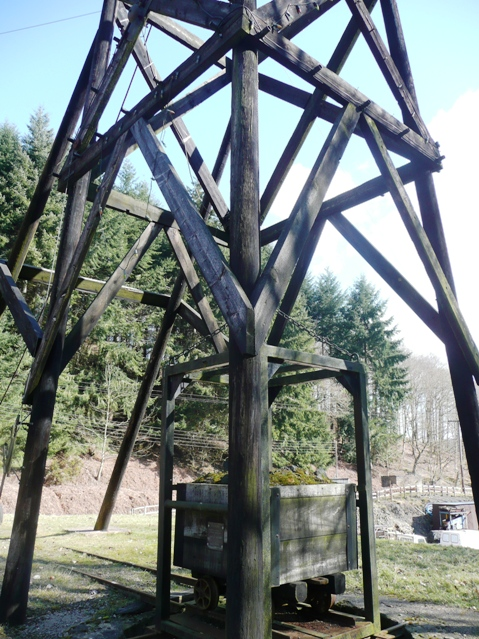
Hopewell Colliery

In 1945 werkte de helft van de mannelijke beroepsbevolking in de steenkoolindustrie, maar na de Tweede Wereldoorlog zorgden de hogere pompkosten en andere factoren ervoor dat het steenkoolgebied minder rendabel werd. De laatste commerciële ijzermijn sloot in 1946, in 1965 gevolgd door de sluiting van de laatste grote kolenmijn, Northern United. Er zijn nog steeds kleine particuliere mijnen in bedrijf, die door freeminers worden geëxploiteerd en Hopewell Colliery is open voor het publiek.
Met het verval van de mijnen heeft het gebied een periode van grote veranderingen doorgemaakt, tot op zekere hoogte gecompenseerd door een verschuiving naar hightech, waarbij bedrijven zich in het gebied vestigden, aangetrokken door subsidies en bereidwillige arbeidskrachten.

### Toeristische bestemming
Veel mijnen zijn nu teruggewonnen door het bos en het gebied wordt gekenmerkt door een schilderachtig landschap met overblijfselen uit het industriële tijdperk en kleine stadjes. Er zijn nog steeds een aantal industriële gebieden, maar de nadruk ligt op het benutten van het landschap en het creëren van banen in toeristische attracties en de vrijetijdssector. Een aanzienlijk aantal inwoners werkt buiten het gebied en pendelt naar Gloucester, Cheltenham, Bristol, Newport en Cardiff.

## Natuurgeschiedenis

### Geologie
Het Forest of Dean bestaat uit een verhoogd bekken van paleozoïsch gesteente dat geplooid is in de Variscische orogenese, vergelijkbaar met het South Wales coalfield in het westen. Het bekken is bedekt met grote dikten van de Old Red Sandstone en is gevuld met kalksteen, zandsteen en steenkool uit het Carboon, die allemaal hebben bijgedragen aan de industriële geschiedenis van de regio. Het hoogste punt is Ruardean Hill (290 m).

### Ecologie
Het bos bestaat uit bladverliezende en groenblijvende bomen. Overheersend is de eik, zowel zomereik als wintereik. Beuken komen veel voor en tamme kastanjes groeien hier al vele eeuwen. In het bos groeien vingerhoedskruid en andere wilde bloemen. Naaldbomen zijn onder andere de Weymouthden uit 1781, fijnspar, douglasspar en lariks. De herten zijn voornamelijk damherten en zijn aanwezig sinds de Tweede Wereldoorlog (er waren geen herten meer vanaf ongeveer 1855 toen ze werden verwijderd in overeenstemming met een wet van het Parlement). Een aantal damherten in het centrale gebied is melanistisch. Kleine aantallen reeën en muntjaks hebben zich vanuit het oosten verspreid.
In het bos leven ook wilde zwijnen. Een populatie in het gebied rondom Ross-on-Wye aan de noordelijke rand van het bos ontsnapte rond 1999 uit een everzwijnfokkerij en is vermoedelijk van zuiver Oost-Europese oorsprong; in een tweede introductie werd een tamme kudde gedumpt in de buurt van Staunton in 2004, maar dit zijn geen zuiver gefokte everzwijnen. Pogingen om de bron van de illegale dumpingen te achterhalen waren onsuccesvol en zwijnen kunnen nu in veel delen van het bos gevonden worden.
Lokaal zijn er gemengde gevoelens over de aanwezigheid van zwijnen. Problemen waren onder andere het omploegen van tuinen en picknickplaatsen, het aanvallen van honden en paarden die in paniek raakten, verkeersongevallen en het openscheuren van vuilniszakken. De lokale overheid heeft een openbare raadpleging gehouden en heeft de beheerders aanbevolen dat controle noodzakelijk is. Krachtens haar internationale verplichtingen is de Britse regering verplicht om de herintroductie te overwegen van soorten die door toedoen van de mens zijn uitgestorven, waaronder het everzwijn.
Het Forest of Dean staat bekend om zijn bosvogels; bonte vliegenvangers, gekraagde roodstaarten, fluiters, kleine bonte spechten, nachtzwaluwen en appelvinken zijn te zien bij RSPB Nagshead en andere delen van het bos. Het gemengde bos heeft een van de hoogste concentraties haviken van Groot-Brittannië en in februari en maart is er een uitkijkpost bij New Fancy. Haviken worden echter nog steeds illegaal gedood in het gebied, met een vogel die dood werd aangetroffen met een schotwond in juni 2022. Slechtvalken kunnen worden gezien vanaf het uitkijkpunt op de rots van Symonds Yat. Mandarijneenden, die in de bomen nestelen, en kleine karekieten kunnen worden gezien bij Cannop Ponds en Cannop Brook, dat van de vijvers door Parkend loopt, is beroemd om zijn waterspreeuwen.
Opmerkelijke vlinders zijn de zilveren maan, het boswitje en de kleine ijsvogelvlinder. Gorsty Knoll is beroemd om zijn glimwormen en Woorgreens Lake om zijn libellen.
Het Dean Forest is ook een bolwerk voor de enige giftige slang van Groot-Brittannië, de adder, hoewel de populatie nu drastisch afneemt.

### Geografie
De onderstaande lijst bevat steden en dorpen die binnen het historische bos liggen; ze bevatten geen plaatsen die buiten dat gebied liggen, maar binnen het grotere gebied van de District Council. In het gebied loopt ook de Forest of Dean Sculpture Trail, een beeldenroute.
- Alvington
- Aylburton
- Awre
- Berry Hill
- Blaize Bailey
- Blakeney
- Bream
- Brierley
- Broadwell
- Cinderford
- Clearwell
- Coleford
- Coalway
- Drybrook
- Dymock
- Edge End
- Ellwood
- English Bicknor
- Gorsty Knoll
- Harrow Hill
- Hewelsfield
- Hartpury
- Huntley
- Joys Green
- Littledean
- Little London
- Longhope
- Lydbrook
- Milkwall
- Mitcheldean
- Newland
- Newnham on Severn
- Parkend
- Pillowell
- Ruardean
- Ruardean Hill
- Ruardean Woodside
- Ruspidge
- Soudley
- Sling
- St Briavels
- Staunton
- Steam Mills
- The Pludds
- Westbury-on-Severn
- Whitecroft
- Woolaston
- Yorkley

## Transport

### Wegen
De A40 loopt langs de noordelijke en noordoostelijke rand van het Forest of Dean. De weg verbindt de regio direct met Ross-on-Wye en de M50 in Herefordshire. Naar het westen vormt de A40 een verbinding met Monmouth en Zuid-Wales en naar het oosten een verbinding met Gloucester, de M5, Cheltenham en Oxford. Ten noorden van de regio wordt de weg onderhouden door de National Highways.
Ten zuidoosten van de regio verbindt de A48 het Forest of Dean met Chepstow, de M4, Newport en Gloucester. Deze route gaat rond het gebied van Lydney en volgt de loop van de Severn.
Andere belangrijke wegen zijn de A4136 (Huntley - Mitcheldean - Coleford - Monmouth) en de A4151 (Westbury-on-Severn - Cinderford - Mitcheldean).

### Spoorwegen

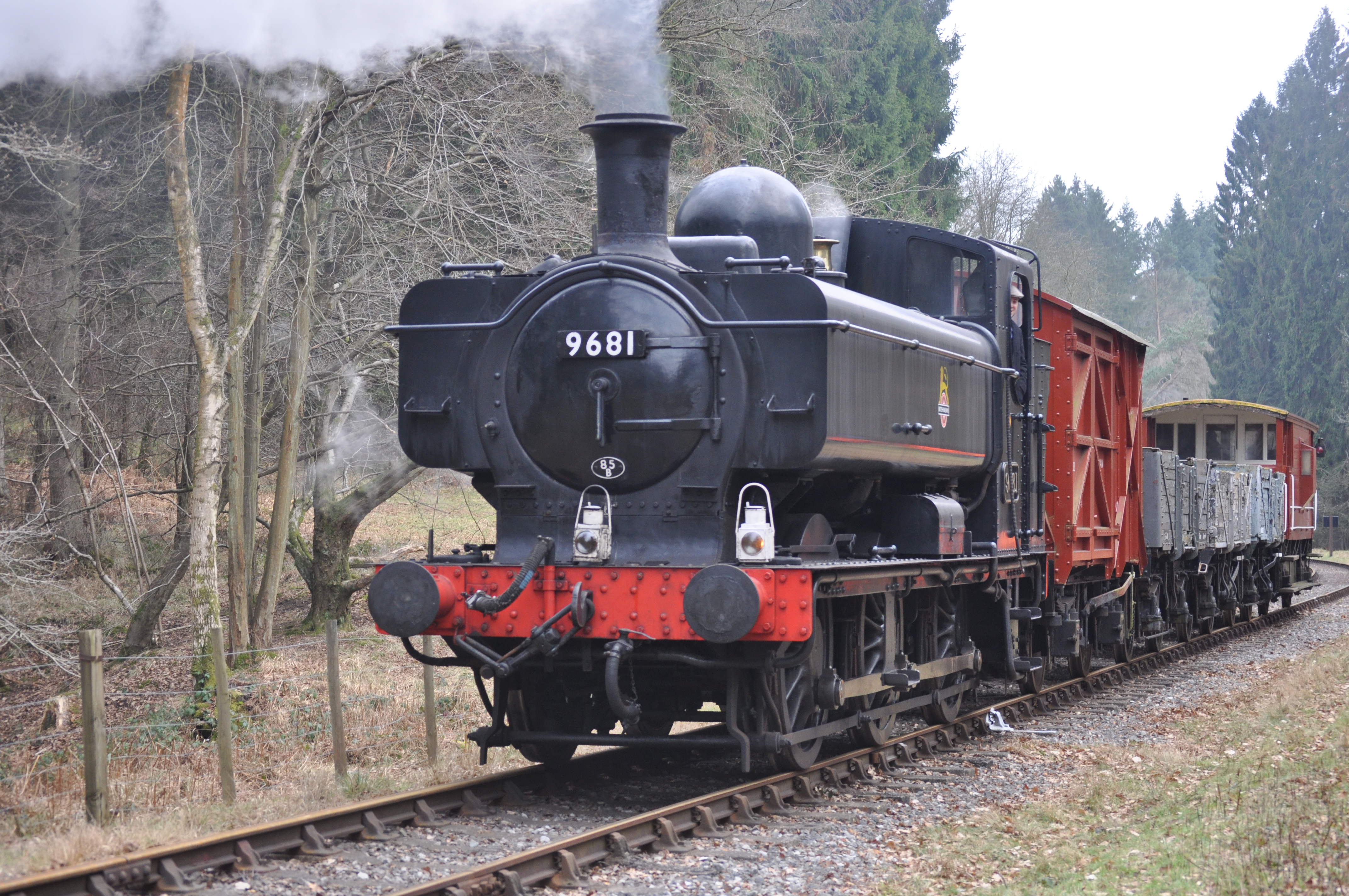
De Dean Forest Railway

Het Forest of Dean beschikte ooit over een goed ontwikkeld spoorwegnet. Een groot deel daarvan is ontstaan uit plateausporen die in het begin van de 19e eeuw werden aangelegd om het vrachtverkeer van en naar de mijnen in het Forest te vergemakkelijken. Veel van deze lijnen maakten deel uit van de Severn and Wye Railway, die van de rivier de Severn bij Lydney naar Cinderford liep, met aftakkingen naar Lydbrook, waar het verbonden was met de Ross and Monmouth Railway, en Coleford, waar het verbonden was met de Wye Valley Railway via een lijn die bekend staat als de Coleford Railway. De Forest of Dean Railway liep ook in de richting van Cinderford en de nabijgelegen mijnen en vertakte zich van de South Wales Railway bij Bullo Pill. De minder succesvolle Forest of Dean Central Railway probeerde te concurreren met de andere lijnen voor kolenvervoer maar werd overbodig door de opening van de Mineral Loop, een nieuwe lijn die door de Severn & Wye werd geopend om een aantal mijnen met elkaar te verbinden. De meeste van deze spoorlijnen houden nu op te bestaan en de meeste spoorlijnen in het bos werden in 1968 verlaten. Een deel van de Dean Forest Railway tussen station Lydney Junction en station Norchard is nu een historische spoorweg.
De spoorlijn Gloucester-Newport blijft passagiers vervoeren. Het treinstation van Lydney bedient het Forest of Dean. Het station wordt bediend door treinen van Transport for Wales, die het Forest rechtstreeks verbinden met Cheltenham en Gloucester in het noorden, en Chepstow, Newport, Cardiff en verdere bestemmingen in Zuid-Wales. CrossCountry rijdt beperkte diensten naar het station en verbindt het Forest met Birmingham New Street en verdere bestemmingen in de Midlands.

## In popcultuur
- In 1967 kwam het sociologische werk A Fortunate Man van John Berger uit, dat speelde in de Forest of Dean. In 1972 werd de gelijknamige film gefilmd in de Forest of Dean.
- Metalband Black Sabbath huurde in 1973 Clearwell Castle in de Forest of Dean om daar hun vijfde album, Sabbath Bloody Sabbath, te schrijven en op te nemen. In 1978 gingen leden van Led Zeppelin ook naar dit kasteel om te schrijven aan hun album In Through the Out Door.
- Enkele hoofdstukken uit de Harry Potter-reeks van J.K. Rowling spelen zich af in het bos van de regio.
- In 2014 werden scènes uit Star Wars: The Force Awakens gefilmd in Puzzlewood.